# Langen (Hessen)
 For alternative betydninger, se Langen. (Se også artikler, som begynder med Langen)
Langen er en by i landkreisen Offenbach, i den tyske delstat Hessen. I 2008 var der 35.260 indbyggere.

## Transport
Tysklands travleste lufthavn for privatfly Flugplatz Frankfurt-Egelsbach ligger ved nabobyen Egelsbach 3 km væk. Den internationale lufthavn i Frankfurt er placeret 10 km nord-vest for Langen.

## Venskabsbyer
- Tarsus, Tyrkiet
- Romorantin-Lanthenay, Frankrig
- Long Eaton, England
- Aranda de Duero, Spanien